# 弗兰河
弗兰河（法語：Vrin，法語發音：[vʁɛ̃]）是法国勃艮第-弗朗什-孔泰大区约讷省的河流，是約訥河的左支流，长37千米。